# Buckollia
Buckollia là chi thực vật có hoa trong họ Apocynaceae.

## Phân bố
Chi này có tại miền đông và đông bắc nhiệt đới châu Phi.

## Các loài
Danh sách loài dưới đây lấy theo Plants of the World Online.
- Buckollia tomentosa (E.A.Bruce) Venter & R.L.Verh., 1994: Nam Ethiopia, Nam Sudan, đông bắc Uganda.
- Buckollia volubilis (Schltr.) Venter & R.L.Verh., 1994: Ethiopia, Kenya, Somalia, Tanzania, Uganda.